# Płesznik zwyczajny
Płesznik zwyczajny (Pulicaria vulgaris Gaertn.) – gatunek roślin z rodziny astrowatych (Asteraceae). Występuje w południowej i środkowej Europie (na północy po Wielką Brytanię, Szwecję, kraje bałtyckie i środkową Rosję), w północnej Afryce oraz południowo-zachodniej i środkowej Azji. W Polsce rośnie w rozproszeniu na terenie całego niżu.

## Morfologia
PokrójRoślina zielna z prosto wzniesioną lub podnoszącą się łodygą, pojedynczą lub rozgałęzioną, zwykle w górnej połowie, rzadko od dołu. Łodyga osiąga od 10 do 30, rzadziej 45 cm, pokryta jest krótkimi włoskami.
LiścieLiście dolne zwężone w ogonki, górne – siedzące z nasadami zaokrąglonymi. Blaszki lancetowate lub jajowate, zaostrzone, na brzegu faliste lub nieregularnie ząbkowane, owłosione lub nagie.
KwiatyZebrane w liczne koszyczki o średnicy od 0,5 do 1 cm, które z kolei tworzą podbaldachowaty kwiatostan złożony. Środkowe koszyczki w podbaldachach są siedzące, a znajdujące się wokół rozwijają się na dłuższych szypułkach. Listki tworzące okrywę ustawione są dachówkowato w wielu szeregach, są wąskie, zaostrzone i wełnisto owłosione. Wszystkie kwiaty są brudnożółte, brzeżne w koszyczkach są języczkowate, niewiele dłuższe od listków okrywy, wąskie i prosto wzniesione.
OwoceKlinowate niełupki o długości 1,5 mm, brązowe i lśniące. Zwieńczone puchem kielichowym mającym postać postrzępionego rąbka na zewnątrz i szeregu 5–10 szczecinek wewnątrz, o długości niewiele dłuższej od owocu.

## Biologia i ekologia
Roślina jednoroczna, kwitnąca od lipca do września. Rośnie na okresowo zalewanych brzegach wód, nad rzekami, strumieniami i jeziorami, też w miejscach wilgotnych na pastwiskach.

## Systematyka
W obrębie gatunku wyróżnia się dwa podgatunki:
- Pulicaria vulgaris subsp. pomeliana (Faure & Maire) E.Gamal-Eldin – endemit Algierii
- Pulicaria vulgaris subsp. vulgaris – podgatunek nominatywny, występujący w całym zasięgu gatunku

## Zagrożenia
Roślina umieszczona na Czerwonej liście roślin i grzybów Polski (2006) w grupie gatunków narażonych na wyginięcie (kategoria zagrożenia V). W wydaniu z 2016 roku otrzymała kategorię NT (bliski zagrożenia).